# Radyo ODTÜ
Radyo ODTÜ è una stazione radio turca che trasmette ad Ankara. È una radio che trasmette indie rock, pop rock, glam rock, indie pop, electropop, electro swing, musica pop e musica country. Viene trasmesso in turco. È stata fondata il 31 gennaio 1995.

## Web radio
- Radyo ODTÜ Rock: trasmette le canzoni rock più popolari.
- Radyo ODTÜ Karışık Kaset: trasmette canzoni popolari degli anni '70, '80, '90, 2000 e 2010.
- Radyo ODTÜ Hit: trasmette le canzoni più popolari del momento.
- Radyo ODTÜ 40 Haramiler: trasmette le canzoni più popolari del programma "40 Haramiler: Zirve Yarışı" trasmesso su Radyo ODTÜ.[1]
- Radyo ODTÜ Hip-Hop: trasmette le canzoni hip-hop e rap più popolari.
- Radyo ODTÜ K-Pop: trasmette le canzoni K-Pop più popolari e amate.[2]